# Семениха (Харовский район)
Семениха — деревня в Харовском районе Вологодской области. Административный центр Ильинского сельского поселения и Ильинского сельсовета.
Расстояние до районного центра Харовска по автодороге — 25 км. Ближайшие населённые пункты — Лавровская, Ильинская Поповка, Кузьминская.
По переписи 2002 года население — 246 человек (114 мужчин, 132 женщины). Преобладающая национальность — русские (98 %).
В деревне находиться географический центр Вологодской области